# 司马植
司马植（3世紀—300年），河内郡温县（今河南省焦作市温县）人，曹魏舞阳成侯司马防曾孙，彭城穆王司马权之子，西晋宗室、官员。

## 生平
司马植在父亲司马权死后被册立为彭城王，历任后将军，很快出任国子祭酒、太仆卿、侍中、尚书，外任安东将军、都督扬州诸军事，替代淮南王司马允镇守寿春，还没出发。有人说司马植会帮助司马允攻打赵王司马伦，司马植于是因为忧虑，在永康元年（300年）八月去世。朝廷赠予车骑将军，谥号元，增封食邑一万五千户。

## 家庭

### 儿子
- 司马释，西晋南中郎将、持节、平南将军、彭城康王
- 司马融，西晋乐成县王，过继给河间王司马颙